# Campionati mondiali di sollevamento pesi 2017 - 105 kg maschile
Le gare di sollevamento pesi della categoria fino a 105 kg maschile — pesi massimi — dei campionati mondiali del 2017 si sono svolte il 4 dicembre 2017 ad Anaheim presso l'Anaheim Convention Center Arena.

## Programma
L'orario indicato corrisponde a quello californiano (UTC–08:00)
| Data            | Orario | Evento   |
| --------------- | ------ | -------- |
| 4 dicembre 2017 | 10:55  | Gruppo B |
| 4 dicembre 2017 | 17:25  | Gruppo A |

## Medagliati
Per ciascun esercizio, i primi tre classificati sono i seguenti:
| Esercizio | Oro          | Oro    | Argento          | Argento | Bronzo        | Bronzo |
| --------- | ------------ | ------ | ---------------- | ------- | ------------- | ------ |
| Strappo   | Ali Hashemi  | 183 kg | İvan Yefremov    | 182 kg  | Jorge Arroyo  | 181 kg |
| Slancio   | Seo Hui-yeop | 222 kg | Artūrs Plēsnieks | 222 kg  | Ali Hashemi   | 221 kg |
| Totale    | Ali Hashemi  | 404 kg | Artūrs Plēsnieks | 402 kg  | İvan Yefremov | 399 kg |

## Record
Prima di questa competizione, i record mondiali esistenti erano i seguenti:
| Record mondiale | Strappo | Andrėj Aramnaŭ | 200 kg | Pechino, Cina   | 18 agosto 2008   |
| Record mondiale | Slancio | Ilya Ilin      | 246 kg | Groznyj, Russia | 12 dicembre 2015 |
| Record mondiale | Totale  | Ilya Ilin      | 437 kg | Groznyj, Russia | 12 dicembre 2015 |

## Risultati
| Pos. | Atleta                    | Gr. | Peso atleta | Strappo (kg) | Strappo (kg) | Strappo (kg) | Strappo (kg) | Slancio (kg) | Slancio (kg) | Slancio (kg) | Slancio (kg) | Totale |
| Pos. | Atleta                    | Gr. | Peso atleta | 1            | 2            | 3            | Pos.         | 1            | 2            | 3            | Pos.         | Totale |
| ---- | ------------------------- | --- | ----------- | ------------ | ------------ | ------------ | ------------ | ------------ | ------------ | ------------ | ------------ | ------ |
|      | Ali Hashemi (IRN)         | A   | 104.55      | 178          | 183          | 186          |              | 215          | 221          | 221          |              | 404    |
|      | Artūrs Plēsnieks (LAT)    | A   | 104.78      | 176          | 176          | 180          | 4            | 217          | 221          | 222          |              | 402    |
|      | İvan Yefremov (UZB)       | A   | 103.77      | 182          | 186          | 186          |              | 210          | 215          | 217          | 5            | 399    |
| 4    | Seo Hui-yeop (KOR)        | A   | 104.78      | 172          | 177          | 177          | 14           | 216          | 222          | 228          |              | 394    |
| 5    | Arkadiusz Michalski (POL) | A   | 104.96      | 173          | 176          | 176          | 13           | 220          | 227          | 227          | 4            | 393    |
| 6    | Vasil Gospodinov (BUL)    | A   | 104.05      | 175          | 176          | 178          | 8            | 214          | 214          | 220          | 7            | 392    |
| 7    | Alireza Soleimani (IRN)   | A   | 104.65      | 177          | 183          | 184          | 9            | 215          | 222          | 223          | 6            | 392    |
| 8    | Marcos Ruiz (ESP)         | B   | 104.60      | 170          | 177          | 180          | 6            | 200          | 211          | 215          | 8            | 391    |
| 9    | Jin Yun-seong (KOR)       | A   | 101.41      | 176          | 176          | 180          | 5            | 207          | 215          | 215          | 12           | 387    |
| 10   | Wes Kitts (USA)           | A   | 104.49      | 165          | 172          | 176          | 11           | 202          | 203          | 210          | 10           | 386    |
| 11   | Sargis Martirosjan (AUT)  | A   | 104.82      | 178          | 182          | 184          | 7            | 203          | 208          | 210          | 13           | 381    |
| 12   | Jorge Arroyo (ECU)        | B   | 104.80      | 173          | 178          | 181          |              | 192          | 197          | 197          | 20           | 373    |
| 13   | Akbar Djuraev (UZB)       | B   | 103.24      | 164          | 169          | 174          | 12           | 194          | 199          | 203          | 15           | 373    |
| 14   | Ryunosuke Mochida (JPN)   | A   | 104.84      | 165          | 165          | 165          | 16           | 208          | 217          | 218          | 11           | 373    |
| 15   | Ian Wilson (USA)          | A   | 104.80      | 165          | 171          | 172          | 15           | 202          | 210          | 211          | 14           | 367    |
| 16   | Hernán Viera (PER)        | B   | 104.40      | 145          | 150          | 150          | 25           | 197          | 205          | 211          | 9            | 356    |
| 17   | Arnas Šidiškis (LTU)      | B   | 103.86      | 154          | 160          | 165          | 17           | 191          | 195          | 195          | 21           | 351    |
| 18   | Hiroaki Shiraishi (JPN)   | B   | 104.73      | 155          | 160          | 160          | 18           | 195          | 205          | 205          | 17           | 350    |
| 19   | Pardeep Singh (IND)       | B   | 101.55      | 145          | 149          | 153          | 21           | 188          | 196          | 201          | 16           | 349    |
| 20   | Jiří Gasior (CZE)         | B   | 104.05      | 150          | 153          | 156          | 19           | 190          | 195          | 195          | 18           | 348    |
| 21   | Hsieh Wei-chun (TPE)      | B   | 103.65      | 153          | 153          | 159          | 20           | 193          | 193          | 194          | 19           | 347    |
| 22   | Tomas Li-čin-chai (LTU)   | B   | 100.19      | 150          | 150          | 156          | 22           | 180          | 187          | 191          | 22           | 341    |
| 23   | Owen Boxall (GBR)         | B   | 104.15      | 147          | 151          | 151          | 24           | 180          | 185          | 190          | 24           | 332    |
| 24   | Richmond Osarfo (GHA)     | B   | 97.93       | 138          | 138          | 142          | 26           | 181          | 186          | 190          | 23           | 332    |
| 25   | Mikkel Andersen (DEN)     | B   | 104.73      | 143          | 148          | 152          | 23           | 175          | 180          | 182          | 25           | 330    |
| —    | Salwan Jassim (IRQ)       | A   | 104.66      | 177          | 177          | 177          | 10           | 217          | 217          | 221          | —            | —      |
| —    | Leho Pent (EST)           | B   | 104.57      | 158          | —            | —            | —            | —            | —            | —            | —            | —      |